# Betty Heimann
Pour les articles homonymes, voir Heimann.
Betty Heimann, née le 29 mars 1888, à Wandsbek, en province du Schleswig-Holstein et morte le 19 mai 1961, à Sirmione, en Italie, est une indianiste et universitaire d'origine allemande, exilée en Angleterre en 1933 et devenue citoyenne britannique. Elle enseigne à l'université de Londres et fonde, après la Seconde Guerre mondiale, le Département de philosophie indienne et de sanskrit à l'université de Ceylan.

## Biographie
Betty Heimann naît en 1888, benjamine des six enfants d'Isaac Heimann, banquier chez Hartwig Hertz & Sons à Wandsbek,, et de son épouse Margarethe née Levy. Son père meurt quand elle avait dix ans.
Heimann étudie à l'École d'érudition Saint-Jean, un lycée de Hambourg, où elle obtient son diplôme en 1913. Elle fait des études de philologie classique, de la philologie indienne et de philosophie à l'université Christian-Albrecht de Kiel avec Paul Deussen et Emil Sieg. Heimann fait deux semestres d'étude à l'université de Heidelberg où elle fait la connaissance de l'historienne Ruth von Schulze Gaevernitz. Elle passe les examens d'État en philologie et philosophie classiques et obtient son diplôme summa cum laude en 1918. Elle poursuit ses études de 1919 à 1921, et se spécialise en philosophie indienne et en sanskrit. Ses professeurs sont Hermann Oldenberg à l'université de Göttingen, Hermann Jacobi à l'Université de Bonn et Sten Konow à l'université de Hambourg.
Elle soutient sa thèse de doctorat sous la direction d'Emil Sieg à l'université de Kiel, le 4 janvier 1921. Pour sa thèse, elle traduit en allemand et édite un bhashya, commentaire de Madhva sur le Katha Upanishad,.
Elle occupe un poste d'assistante et de bibliothécaire dans le département d'études sémitiques classiques à Kiel de 1921 à 1923.
Heimann prépare un sujet d'habilitation à l'université de Heidelberg en 1922-1923, cependant, sa demande est refusée par l'université. Elle obtient son habilitation en indologie à l'université Martin-Luther de Halle-Wittemberg le 1er novembre 1923, sous la direction d'Eugen Hultzsch. Son sujet était Die Entwicklung des Gottesbegriffes der Upaniṣaden (Le développement du concept de Dieu dans les Upanishads),. Betty Heimann est la première femme universitaire à Halle et la première femme indianiste habilitée en Allemagne.
En 1923, Betty Heimann est privatdozent à Halle. Sa nomination est rapportée dans le journal local, Hallische Nachrichten, le 19 janvier 1924. Elle s'intéresse à la philosophie indienne, qu'elle considérait comme influencée par les conditions géographiques et climatiques particulières de l'Inde, et met en pratique dans ses recherches la méthodologie linguistique comme moyen d'aborder les questions philosophiques,. Elle est nommée maître de conférence en philosophie indienne le 1er avril 1926, puis professeure associée en 1931, succédant à Eugen Hultzsch,.
Betty Heimann est présidente de la section de Halle de la Fédération internationale des femmes diplômées d'université et établit des relations entre la section de Halle et la British Federation of University Women à Londres,. L'IFUW lui décerne un prix scientifique pour son travail de recherche "Studium der Eigenart indischen Denkens" (Étude du caractère de la pensée indienne) en 1930,.
La loi pour la restauration de la fonction publique professionnelle en Allemagne adoptée en avril 1933 lui interdit de conserver son emploi à l'université,,,.
Heimann s'était prononcée contre la politique nazie sur les questions raciales et avait été dénoncée au ministère de la Culture à Berlin pour avoir commenté en tant que juive l'inutilité de la pureté raciale. Son nom est ajouté à une liste de cibles de l'Amtsgruppe IIIA1 comme indésirable.
Heimann séjourne en septembre 1933 à Londres, où elle est invitée à rendre compte de son voyage en Inde par la Fédération internationale des femmes universitaires,. Durant son séjour, elle apprend que sa chaire à l'université de Halle est révoquée en vertu de l'interdiction visant les universitaires juifs,. Heimann ne retourne pas en Allemagne, mais reste en Angleterre. Elle est hébergée à Crosby Hall à Londres, une résidence pour femmes universitaires invitées, gérée par la British Federation of University Women. Elle bénéficie en 1934 d'une bourse d'urgence provenant d'un fonds collecté par la BFUW. Elle obtient une charge de cours à la School of Oriental and African Studies de l'université de Londres.
Pendant un certain temps, elle occupe un poste à mi-temps au département de philosophie indienne de l'université de Londres, créé pour elle. Elle donne une contribution sur « Deutung und Bedeutung indischer Terminologie » au Congrès international des orientalistes à Rome en 1935 et une allocution sur « Pluralité, polarité et unité dans la pensée hindoue : une étude doxographique » au Congrès orientaliste de Bruxelles, le 8 septembre 1938,.
Betty Heimann acquiert la citoyenneté britannique en 1939. Elle est nommée maître de conférences de sanskrit et de philosophie indienne à la School of Oriental and African Studies. Puis elle est professeure de 1945 à 1949 à l'université de Ceylan à Colombo — devenue l'université de Colombo —, où elle fonde le département de sanskrit. Elle est le premier professeur de sanskrit et la première femme professeure de l'université. Elle prend sa retraite à 60 ans en 1948 et retourne en Angleterre. En 1954, elle prend la parole au vingt-troisième Congrès international des orientalistes à Cambridge. Sa présentation, « Hindu Thought in Illustrations. A Primer of Visual Philosophy », a utilisé des diapositives de lanterne pour démontrer visuellement les concepts et les systèmes de la philosophie hindoue. Elle a suggéré que l'accent mis sur la « vision » empirique de la vérité dans la philosophie indienne rendait cette forme de présentation particulièrement efficace. Son intention était de publier un Primer of Visual Philosophy, un projet resté inédit.
Betty Heimann meurt d'une crise cardiaque à Sirmione, en Italie le 19 mai 1961. Sa nécrologie, dans le magazine Purana, conclut « Je vous salue ! Puissiez-vous atteindre la demeure éternelle du Suprême Brahman, au-delà de toutes les ténèbres" .

## Postérité
Son ouvrage Facets of Indian Thought est publié à titre posthume en 1964 par Ruth Gaevernitz, Terence Gervais et Hilde Wolpe.
Une rue du campus de l'Université de Halle porte son nom.

## Publications
- Madhvas (Anandatirthas) Kommentar zur Kathaka-Upanisad. Sanskrit-Text in Transkription nebst Übersetzung und Noten (Diss., Leipzig: Harrassowitz, 1921)
- Die Tiefschlafspekulation der alten Upanisaden. München-Neubiberg: Schloss 1922.
- Die Entwicklung des Gottesbegriffes der Upaniṣaden (1926)
- Studien zur eigenart Indischen denkens. Tübingen: Mohr, 1930.
- Indian and western philosophy: a study in contrasts. London: G. Allen & Unwin, ltd., 1937.
- India's past: a key to India's present. Rugby, Eng.: Printed for D. Thomas by A. Frost & sons, ltd., 1944.
- The significance of prefixes in Sanskrit philosophical terminology. London: Royal Asiatic Society, 1951.
- Facets of Indian Thought. Posthumously edited by Terence Gervais, Ruth von Schulze Gaevernitz, and Hilde Wolpe. New York: Schocken Books; London: George Allen & Unwin, 1964.
- An Indiens Tempelstätten: Fotoimpressionen der Indologin Betty Heimann; [Begleitpublikation zur gleichnamigen Ausstellung im Linden-Museum Stuttgart ...] (At India's temple sites: Photo impressions of the Indologist Betty Heimann; [Accompanying publication to the exhibition of the same name in the Linden-Museum Stuttgart ...)  Stuttgart: Linden-Museum, 2003